# Do You Want to Dance
Do You Want to Dance è un brano musicale del 1958 scritto dal cantautore statunitense Bobby Freeman. 

## Versione dei Beach Boys
Nel 1965 il gruppo statunitense The Beach Boys ha pubblicato una sua versione del brano, col titolo Do You Wanna Dance?, nel singolo Do You Wanna Dance?/Please Let Me Wonder,
estratto dall'album The Beach Boys Today!.

## Altre versioni
- Nel 1962 una versione del brano è stata pubblicata dal cantante britannico Cliff Richard insieme al gruppo The Shadows, come B-side del singolo I'm Lookin' Out the Window.
- Nel 1972 ne è stata registrata una versione dall'attrice e cantante statunitense Bette Midler per il suo album d'esordio The Divine Miss M.
- I The Mamas & the Papas, per il loro album d'esordio If You Can Believe Your Eyes and Ears, uscito nel 1966, hanno eseguito il brano.
- Nel 1966 il duo Sonny & Cher hanno pubblicato l'album Baby Don't Go - Sonny & Cher and Friends, in cui è presente la loro interpretazione della canzone.
- Un'altra cover è quella di John Lennon per il suo album Rock 'n' Roll, uscito nel 1975.
- Il gruppo punk Ramones ha registrato il brano per l'album Rocket to Russia del 1977.
- Nel 1994 il gruppo The Queers ha pubblicato l'album Rocket to Russia, che altro non è che l'intero album di cover dei Ramones, contenente quindi anche il brano in questione.
- Nel 2012 è uscito l'album d'esordio di Rachael MacFarlane Hayley Sings, in cui è presente la sua cover.